# José Solís Folch de Cardona
José Manuel Solís Folch de Cardona (Madrid, 4 de febrero de 1716 – Santafé de Bogotá, 27 de abril de 1770) fue el 5.º virrey del Virreinato de Nueva Granada, en su segunda etapa, entre el 24 de noviembre de 1753 y el 25 de febrero de 1761.  Fue el más joven de todos en ejercer (a los 37 años) Fue famoso por haber enfrentado un juicio de residencia del que salió exonerado de los cargos imputados y por convertirse en fraile franciscano inmediatamente terminó su mandato.

## Biografía
José Manuel Solís Folch de Cardona nació en Madrid en el seno de una aristocrática familia de gran influencia en el reino, siendo el menor de los tres hijos de José de Solís y Gante, conde de Saldueña, III duque de Montellano, grande de España, y de Josefa Folch de Cardona, marquesa de Castelnovo, marquesa de Pons, baronesa de Masalavés. Su hermano Francisco fue arzobispo de Sevilla, llegando a ser nombrado cardenal por el papa Benedicto XIV en 1756, y su hermano mayor, Alfonso, fue virrey de Navarra.

### Carrera militar y política

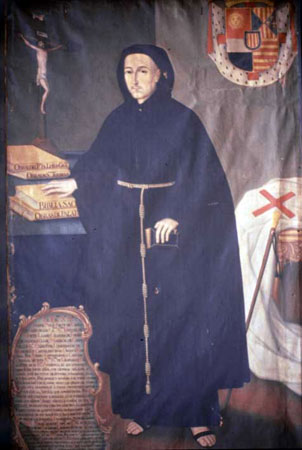
Retrato de José Solís Folch de Cardona como fray José de Jesús María.

Desde temprana edad, como era costumbre entre miembros de la aristocracia, ingresó en la carrera militar en la cual, en razón de su condición de noble, ascendió rápidamente de tal manera que a los 15 años ya tenía grado de capitán, cinco años después era coronel y a los 31 años tenía el grado de brigadier, formando parte del muy exclusivo regimiento de tropas de la Casa Real, la llamada Guardia de Corps. En 1753, cuando Fernando VI lo nombra virrey, gobernador, capitán general de las provincias del Nuevo Reino de Granada y presidente de la Real Audiencia de Santafé de Bogotá,  también es ascendido a Mariscal de Campo de los ejércitos reales. Dada la juventud del personaje cuando es nombrado en tan altas dignidades y cargos, los historiadores especulan sobre si el nombramiento de Solís fue precipitado para alejarlo de la corte, pero no hay indicios y certeza al respecto o sobre las probables causas.
Solís también fue comendador de Ademuz y Castielfabib en la Orden de Montesa, según se desprende de la inscripción en su retrato que se conserva en el Museo de Arte Colonial de Bogotá.
Los biógrafos de Solís coinciden en ponderar sus dotes de mandatario y el carácter progresista de su gobierno, realizando numerosas obras en pro del progreso del virreinato y en beneficio de la comunidad, tales como la apertura de caminos, construcción de puentes, el incremento de las misiones, el acueducto para la capital, el fortalecimiento de la Casa de Moneda, la organización de las Cajas de la Real Hacienda, el inicio de la estadística del virreinato, el restablecimiento de la cátedra de medicina en el Colegio Mayor de Nuestra Señora del Rosario, el establecimiento de la comisión que debía fijar los límites entre la colonia portuguesa y el Nuevo Reino de Granada y otras numerosas obras públicas.
El virrey Solís es famoso también por las conjeturas y leyendas que circulaban referentes a su vida privada que se juzgaba licenciosa involucrándolo con una dama apodada "la Marichuela", lo cual ha sido refutado por los historiadores.
El Virrey Solís debió enfrentar durante su mandato conflictos políticos con miembros de la Real Audiencia, que incluso lo llevaron a ser acusado y juzgado por defraudación o disipación del erario real en lo que se denomina juicio de residencia, siendo exonerado en segunda instancia en el Consejo de Indias, cuando ya había tomado los hábitos de la Tercera orden de San Francisco luego de terminar su mandato.

### Vidaconventual
Con el nombre de fray José de Jesús María, la mayor parte de su vida monástica la pasó en el Convento de San Francisco en Santafé de Bogotá, del que fue su guardián desde el 21 de enero de 1770 y en donde murió el 27 de abril del mismo año, a causa de un fuerte resfriado que contrajo en los días de la Semana Santa. Tenía 54 años, dos meses y tres días de edad. Su cráneo se conserva en la sacristía del templo de San Francisco de Bogotá, sobre el cual está escrita con tinta la siguiente estrofa: Entre las pompas viví,/ del mundo que al fin dejé,/ sólo el sayal que vestí/ me queda, y las galas que/ a Cristo, en sus pobres di.